# Larráinzar
Larráinzar (oficialmente y en euskera Larraintzar) es una localidad española, un concejo de la Comunidad Foral de Navarra y capital del  municipio de Ulzama. Está situado en la Merindad de Pamplona, en la Comarca de Ultzamaldea. Su población en 2014 fue de 124 habitantes (INE).

## Geografía física
Situado en el extremo oeste de la parte central del valle de Ulzama,  el concejo, con una superficie de 5,04 km², limita al norte con el concejo de Azua y los comunales de Mortua, al este y al sur con el concejo de Lizaso y al oeste con concejo de Beunza, del municipio de Atez. Del NE al SO queda atravesado por el río Arkil, un afluente del río Ulzama, por la margen izquierda.  Todo el término concejil queda situado en la Zona de Especial Conservación de los Robledales de Ulzama y Basaburua. La parte central del concejo es relativamente llana, a una altura aproximada de 533 m s. n. m. y se cubre por praderas; tanto al noreste como al suroeste el terreno asciende, ligeramente al noreste (sobre 550 m s. n. m.) cubierto en su mayor parte por roble pedunculado (quercus robur); la pendiente es más fuerte al suroeste donde alcanza un altura de 790 m s. n. m. con abundancia de haya (fagus sylvatica).
Atraviesa el término concejil de NO a SE la carretera NA-411 (Ostiz-Irurzun), de la que parte a la altura de la localidad de Larráinzar la carretera NA-4161 que, pasando por Larráinzar, Alcoz y Arráiz, la une con la N-121-A (Pamplona- Behobia).

## Toponimia
El nombre de Larráinzar, puede proceder de dos términos vascos: larráin (era) y zahar (viejo), por lo que se referiría a una eras viejas.

## Historia
En 1211 Ulzama recibió recibido un primer fuero de manos de Sancho VII de Navarra; en el libro de Rediezmos de 1268, el primer documento donde aparece una relación de pueblos del valle, entre los que se figura esta localidad bajo el nombre de Larraynçarr; también se recoge en el libro de fuegos de 1427 y 1428, con 9 fuegos, aunque se hace constar que en los 30 años anteriores habían desaparecido en esta población 12 casas; aunque a lo largo del siglo se recuperó parte de la población ya que en el recuento de 1514 había 16 casas: la mayor población del valle después de Arraiz-Orquin, que entre los dos núcleos contabilizaba una casa más: 17.
Al final de la guerra napoleónica se estableció en la población, en 1813, un hospital para atender a los numerosos heridos de las tropas aliadas y de los guerrilleros de Espoz y Mina. En 1882 y 1835 se mantuvieron en Larráinzar dos batallas entre carlistas y liberales: en la primera de ellas las tropas carlistas fueron vencidas por las constitucionales; la segunda, de mayor entidad bélica fue ganada por los carlistas.
Tras las reformas municipales de 1835-1845, el valle de Ulzama quedó constituido como un único Ayuntamiento, disponiéndose su sede en Larráinzar. En 1847 esta población contaba con una escuela de niñas y otra de niños, se sostenía mediante una fundación, y proporcionaba escolaridad, además de a los vecinos de Larráinzar, a las de los pueblos de Auza, Gorronz y LizasoEn la primera mitad del siglo XX la escuela se trasladó a un nuevo edificio, junto a la venta situada en el encuentro del camino que une Larainzar con el que se va a Lizaso. Con la construcción de un nuevo centro escolar, junto con un polideportivo y un centro de salud.

## Demografía
| Edad (años) | Total | Varones | mujeres |
| menos de 7  | 49    | 22      | 27      |
| 7 a 16      | 36    | 19      | 17      |
| 16 a 25     | 54    | 26      | 28      |
| 25 a 40     | 62    | 29      | 33      |
| 40 a 50     | 17    | 9       | 8       |
| más de 50   | 35    | 20      | 15      |
| Total       | 253   | 125     | 128     |

En 1768, bajo la dirección del Conde de Aranda, se llevó a cabo el primer censo general de todo el Reino, considerado el primer censo moderno realizado en Europa; en él se contabilizaron en Larráinzar 93 habitantes. En 1787 el Conde de Floridablanca dirigió un nuevo censo, en el que la recogida de datos fue especialmente sistemática y completa: en la tabla que se incluye al margen se recogen los datos de Larraínzar, su población en 1787 era de 205 y la de conjunto del valle, 1835; por tanto la población de Larráinzar suponía el 11,17% de la de todo el valle.
Una población que, como puede verse en la tabla que sigue, ha dismunuido considerablemente en la actualidad, del orden del 52%.
| Padrón correspondiente al año >        | 2000  | 2002  | 2004  | 2006  | 2008  | 2010  | 2012  | 2014  | 2016  | 2018  |
| Larráinzar                             | 141   | 136   | 136   | 137   | 141   | 143   | 128   | 124   | 124   | 121   |
| ULZAMA                                 | 1606  | 1606  | 1608  | 1656  | 1651  | 1694  | 1698  | 1668  | 1667  | 1655  |
| % población Larráinzar respecto ULZAMA | 8,74% | 8,47% | 8,46% | 8,44% | 8,54% | 8,44% | 7,54% | 7,43% | 7,44% | 7,31% |

## Núcleo urbano
El núcleo original de Larráizar se asienta en la ladera del monte que se levanta a unos 150 m la oeste del río Arquil. El acceso a la población se realiza por una calle que siguiendo una dirección sensiblemente paralela al río se eleva desde los 538 m s. n. m., en la carretera a los 553 m s. n. m. junto a la iglesia parroquial. El caserío se organiza siguiendo esa calle, con casas de gran porte y amplias fachadas, de dos plantas y bajocubierta en la que es frecuente encontrar un balcón secadero; un amplio alero defiende de la lluvia las fachadas, habitualmente enfoscadas con encadenado esquineros de piedra y con los huecos enmarcados en piedra que, en la puerta principal, se extienden a veces hasta alcanzar los huecos de la planta superior.  Varias de las casas fueron construidas a mediados del siglo XVIII tal como atestiguan las inscripciones que se sitúan sobre la portada. 
La iglesia, bajo la advocación de San Pedro, era de trazas renacentistas, pero quedó destruida por el fuego en 1564, y tras varias reconstrucciones fue levantada con una nueva fábrica entre 1827 y 1830. Tien planta de cruz latina, con una única nave, en los pies se levanta la torre, y junto a ella en un lateral el pórtico por el que se accede al templo. En ella se conserva una pila bautismal de época medieval, procedente del desolado de Udoz, que estuvo situado a media distancia entre Larráinzar y Gorronz. Destaca, por apartarse de las formas habituales del caserío, el edificio de las antiguas escuelas, construido en 1909, compuesto por tres cuerpos, todos de dos plantas, aunque el intermedio de planta alargada es algo más bajo, y en él se alojaban las aulas, con amplias ventanas a la fachada lateraL, los cuerpos edificatorios de los extremos, en que se encontraban las viviendas de los maestros, son de planta cuiadrada con cubiertas a cuatro aguas; toda la construcción en mampostería concertada con encadenados esquineros y los huecos enmarcados en piedra.
La topografía del terreno en que se asienta Larráintzar hace que, junto con la calle principal, solo hayan aparecido otras calles cortas y que no llegan a proporcionar una trama urbana. Esto ha hecho que a lo largo de la carretera que flanquea el pueblo hayan aparecido algunas casas, y otras en el inicio de la carretera que la une a Iráizotz, una vez atravesado el río Araquil, y antes de que esta carretera tome pendientes. Precisamente en este tramo, se han ido agrupando varios equipamientos que sirven a todo el valle; primero, junto a la venta que se situaba en el cruce con un camino que se diriía a Lizaso, se construyeron unas escuelas, que en los últimos años del siglo XX fueron sustituidas por un nuevo centro escolar; de modo que su edificio fue ocupado por el Ayuntamiento y otros servicios municipales; junto al nuevo centro escolar que cuenta con un polideportivo cubierto, junto a la escuela existe un frontón y piscina;  y, también en esa zona, un centro de salud. La antigua venta ha sido rehbailitada como centro cívico.

## Galería de imágenes

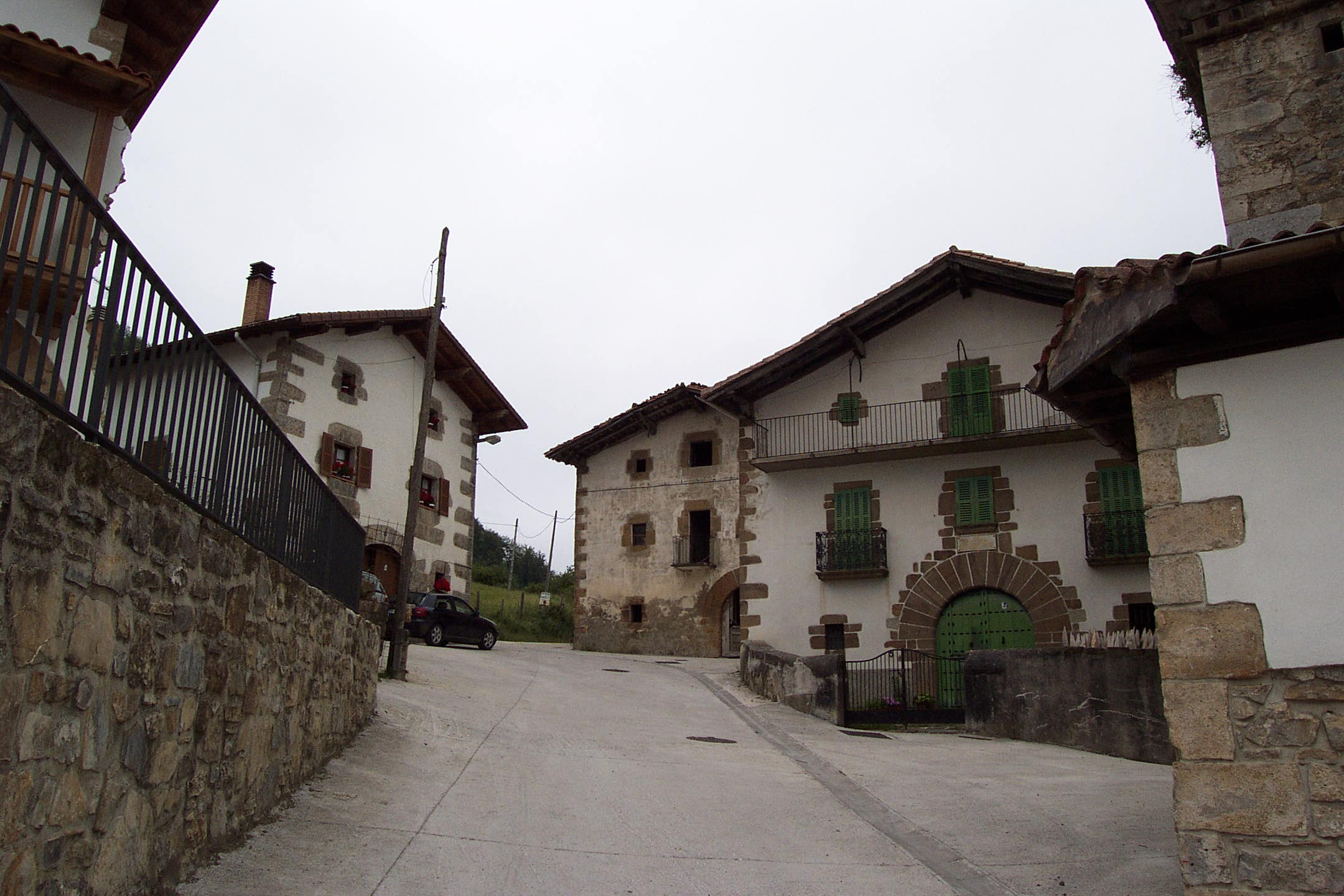
casa Juantizkorena
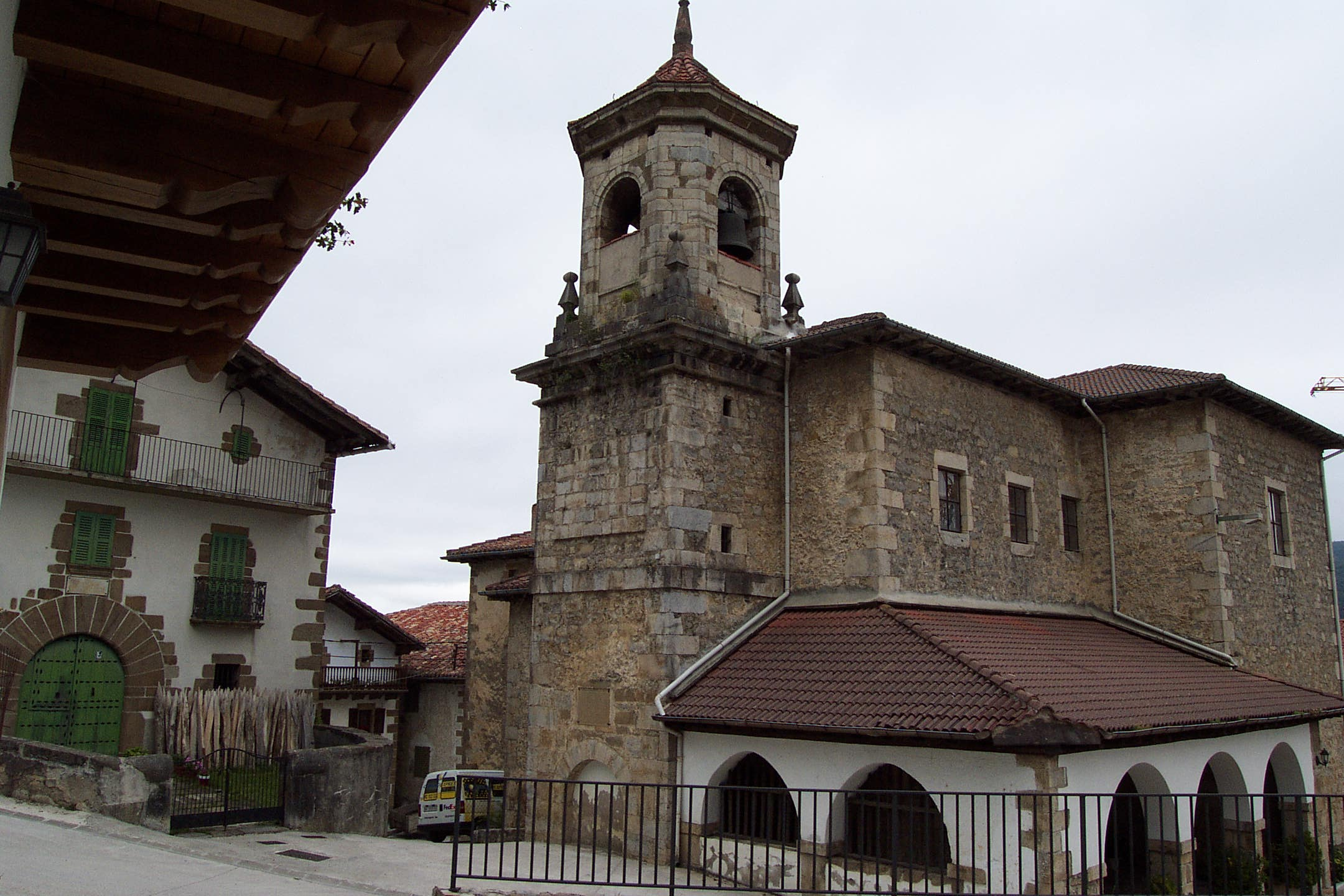
iglesia parroquial de San Pedro
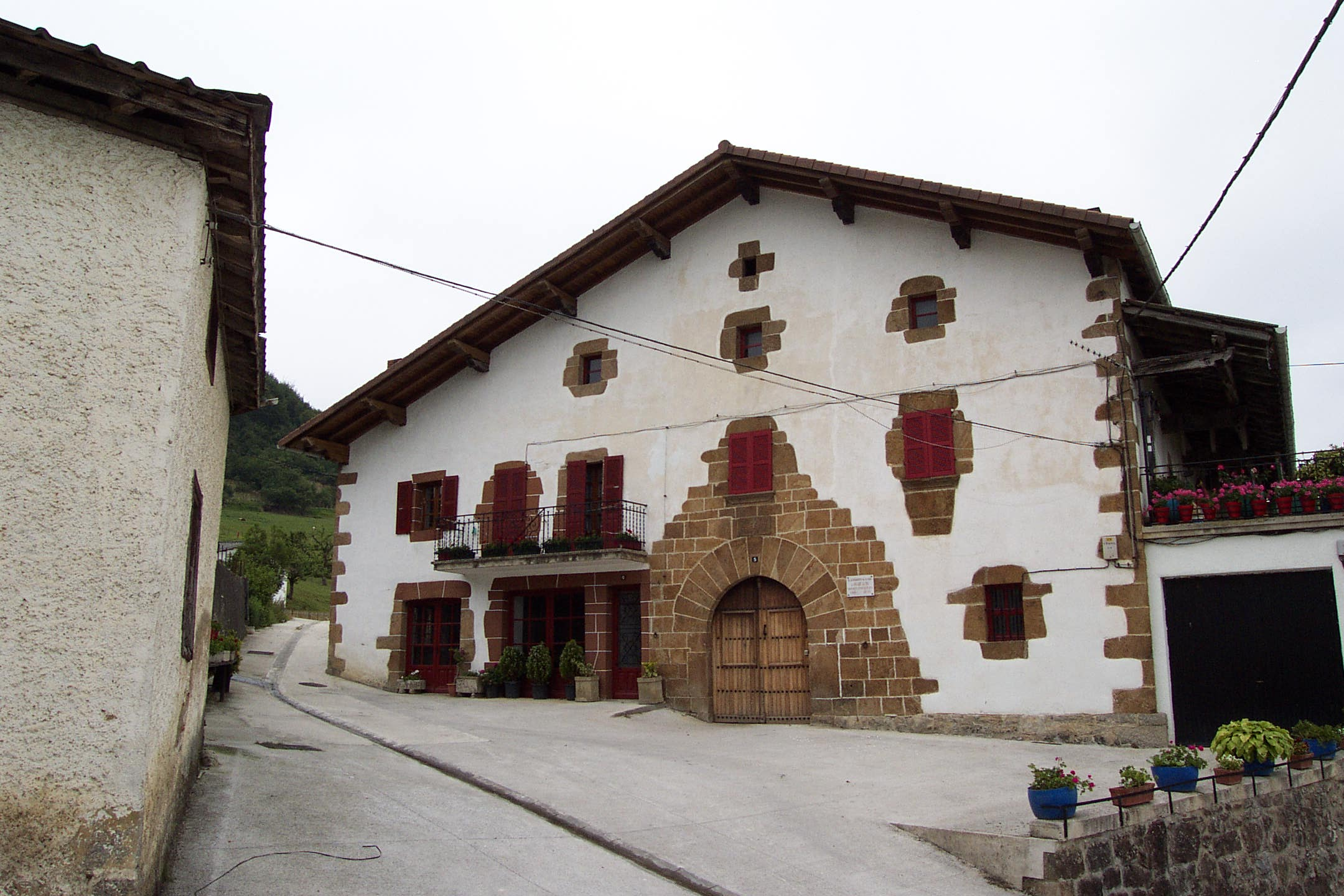
casa tradicional con una extensa portada
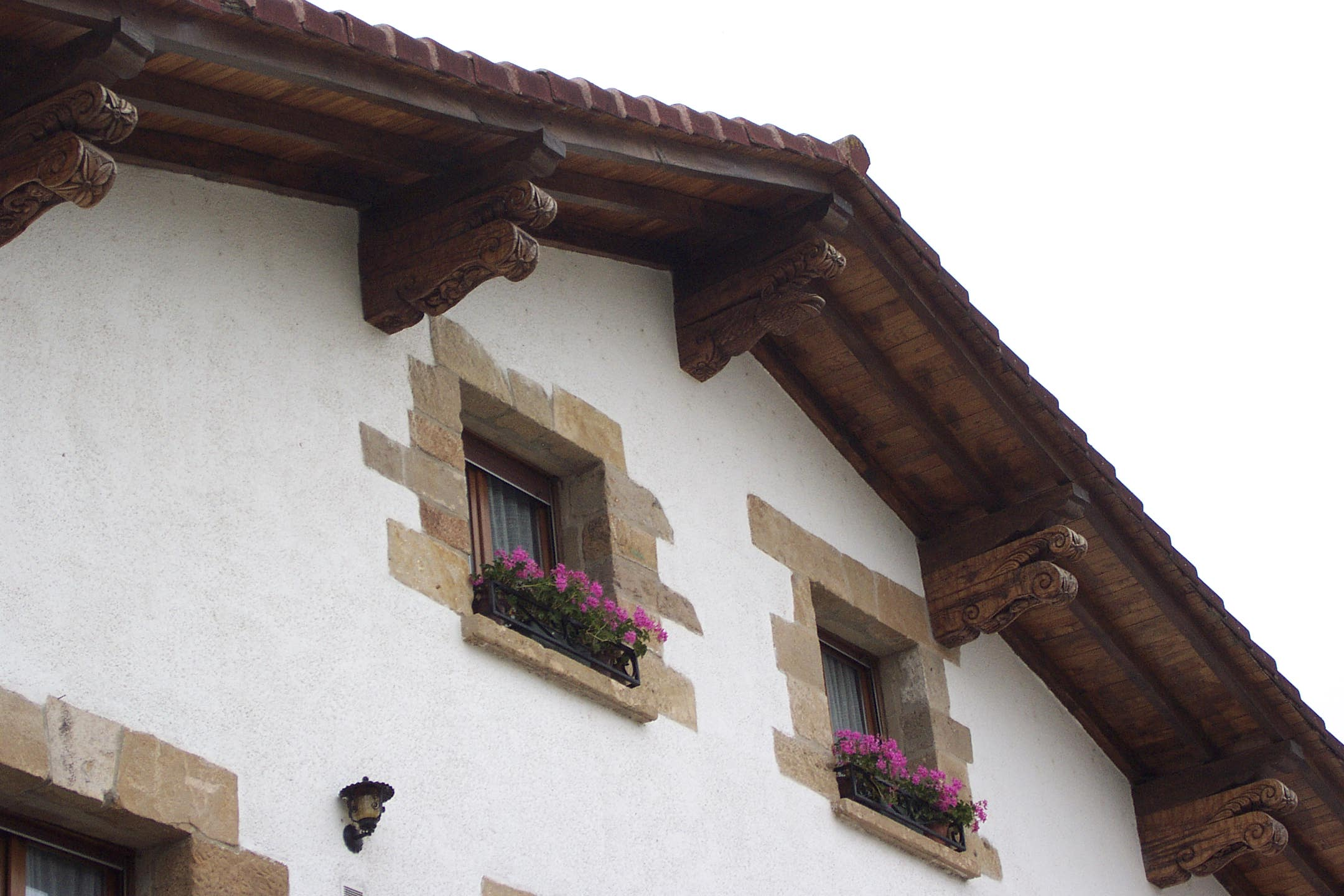
Un fuerte alero defiende la portada de la lluvia
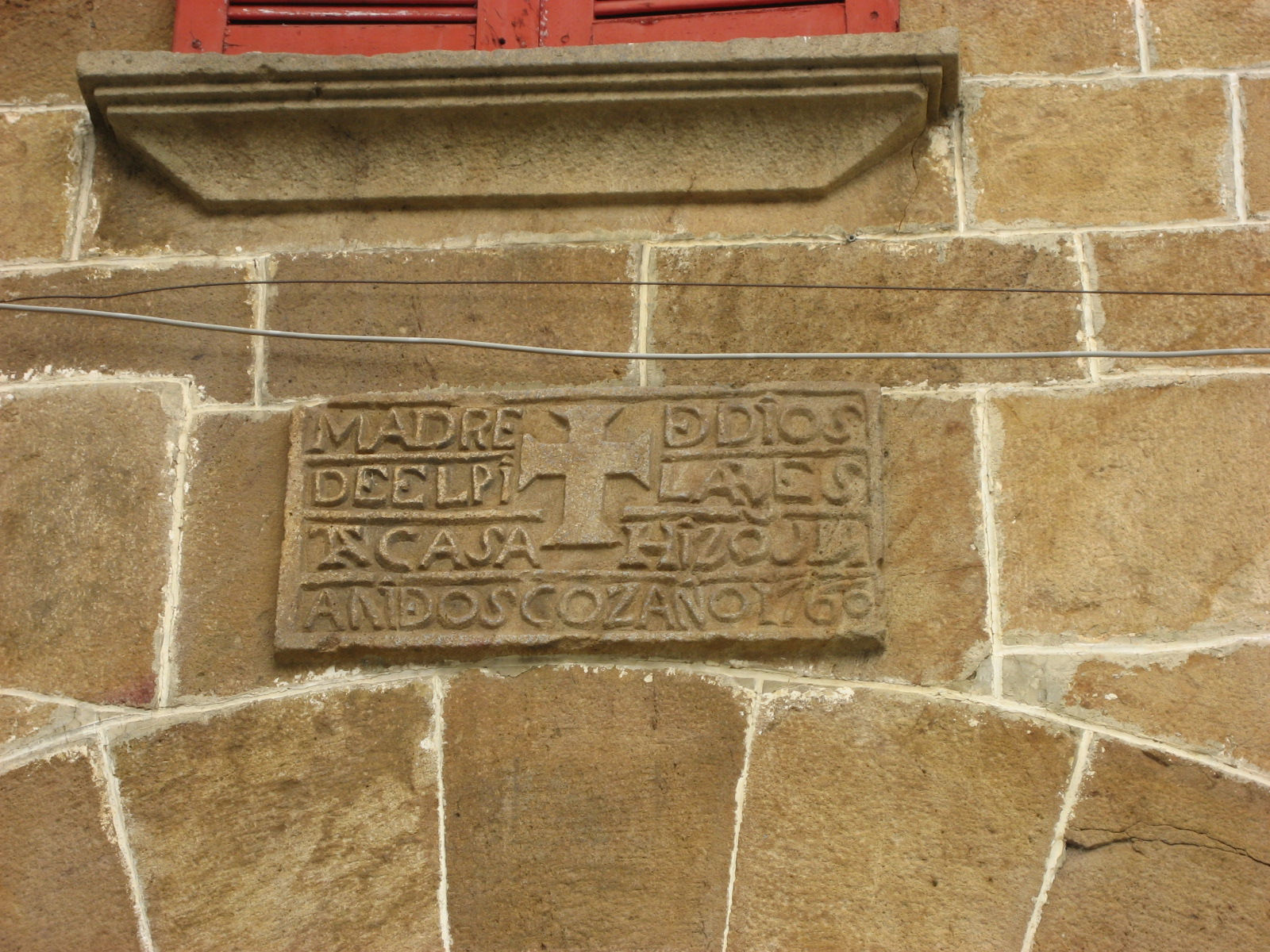
la inscripción atestigua el año de la construcción
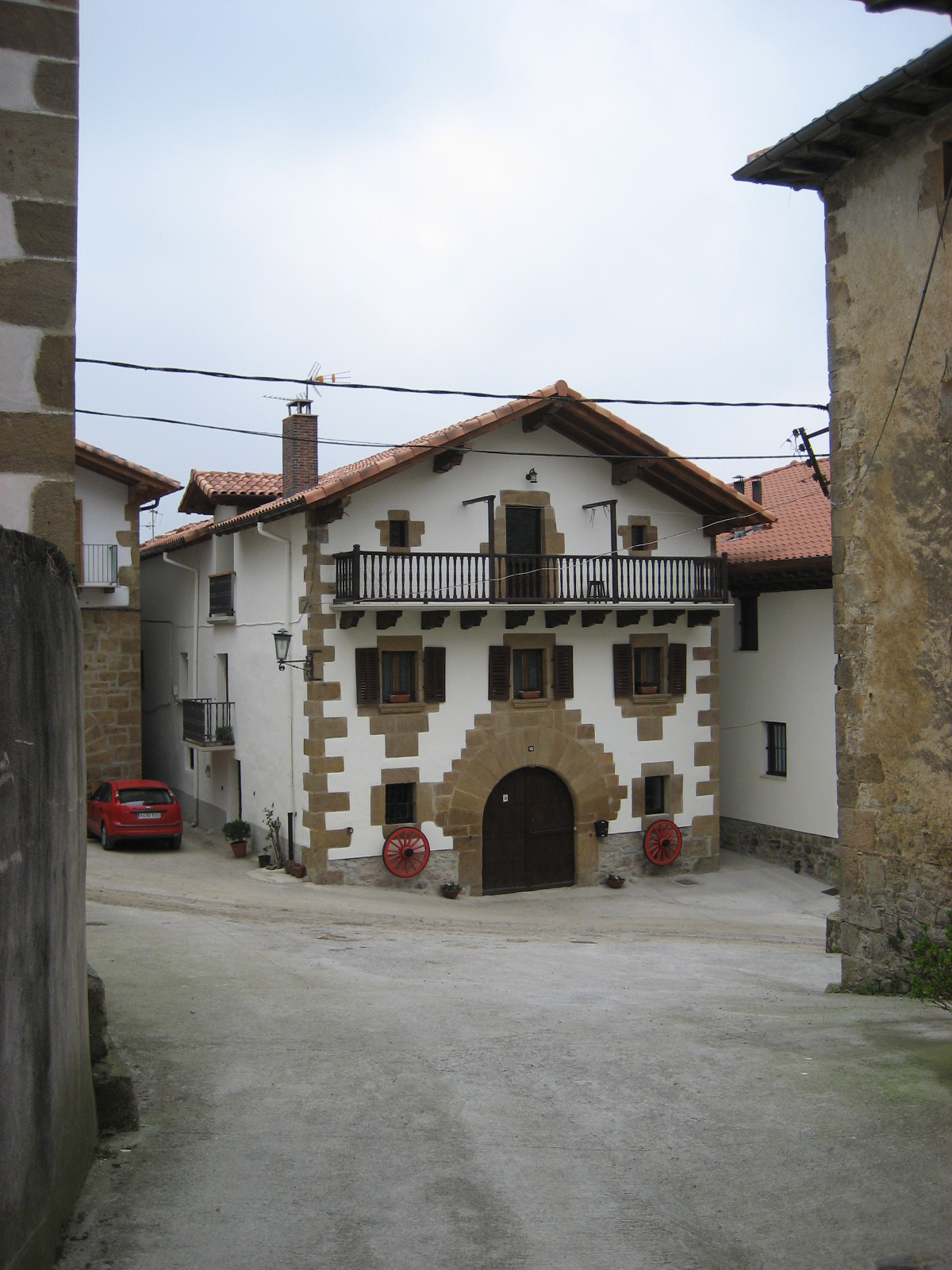
casa Gaztelorena
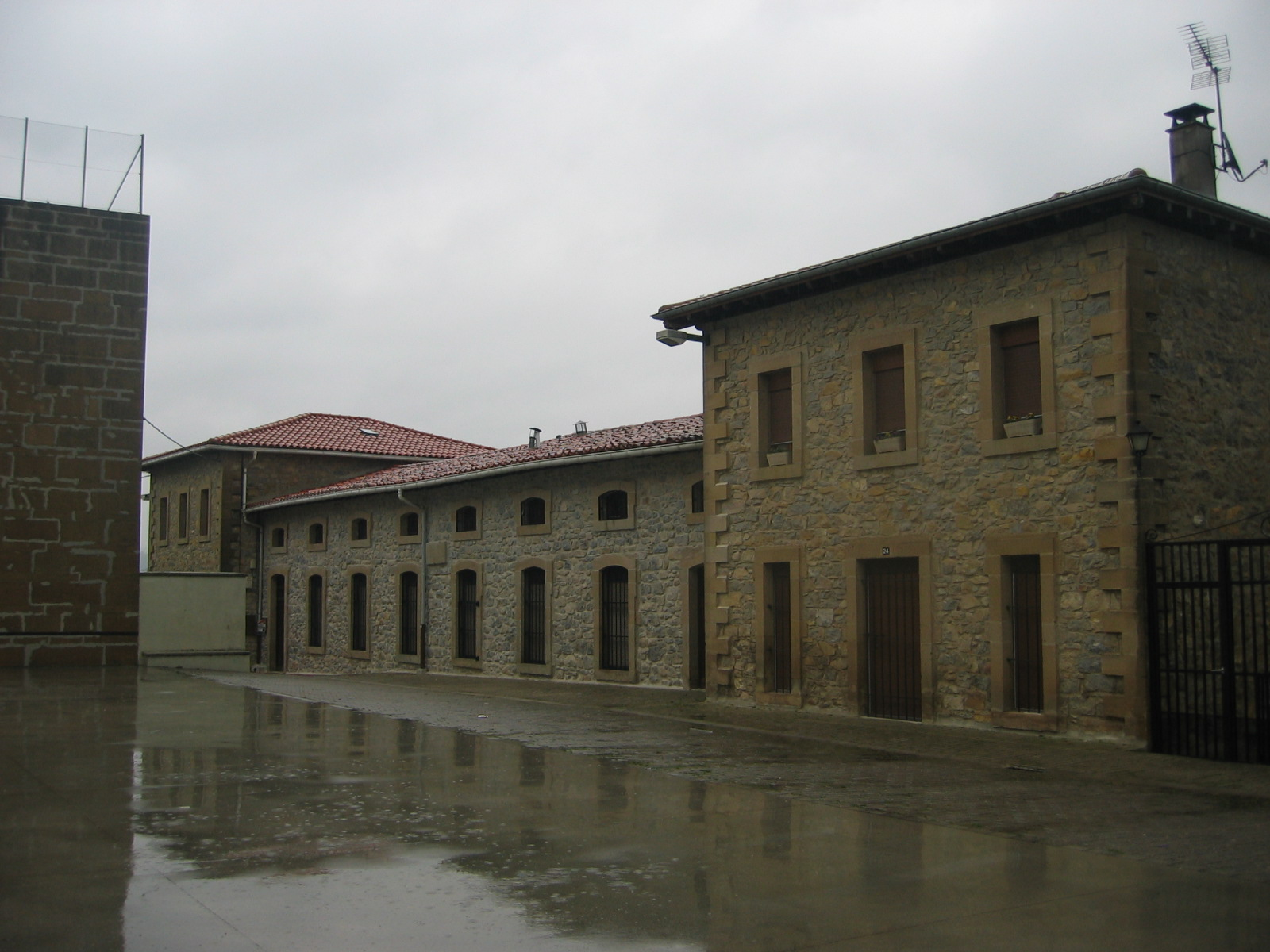
Edificio de las antiguas escuelas